# M6-os autópálya (Magyarország)

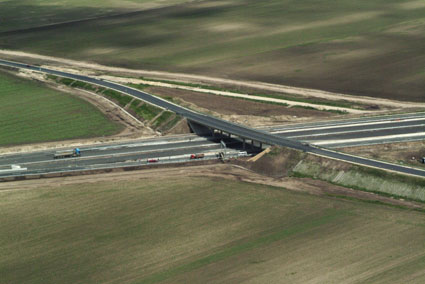
Az M6 autópálya egyik csomópontja

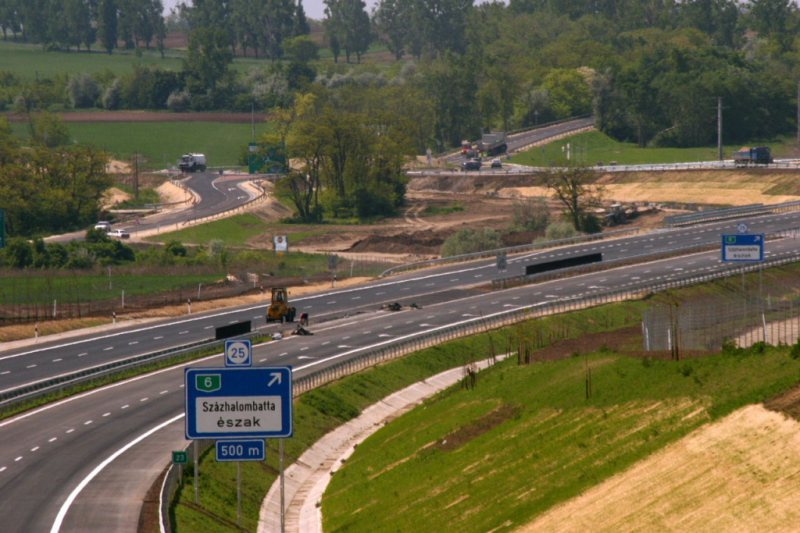
Csomópont Százhalombattánál

Az M6-os autópálya Magyarországon, a Duna jobb partján déli irányban haladva kapcsolatot teremt Budapest és a déli Baranya vármegye székhelye, Pécs között. A Dunaújvárostól Szekszárdon át Bólyig érő szakaszát 2010. március 31-én adták át a forgalomnak. Ezen a szakaszon négy alagút épült. A sztráda Bólynál Pécs irányába ágazik el, M60-as autópálya néven. Emellett, Dunaújvárosnál keresztezni fogja az egyelőre tervbe vett M8-as autópályát, míg Szekszárdnál az  M9-es autóut keresztezi. A tervekben szerepel még, hogy Ercsi környékén a Budapestet elkerülő második félkörgyűrűvel – R11-es autóút – csomópontot alakítsanak ki. A Bólytól Ivándárdáig (magyar-horvát országhatár) tartó mindössze 20 km-es hiányzó szakasz kivitelezése 2021. februárban kezdődött, és a Lippóig tartó szakasz átadása 2024. május 2-án megtörtént, a horvát határhoz vezető szakasz elkészült, átadása 2025 szeptemberében várható.

## Története
Az Érdi-tető és Dunaújváros közötti szakaszt 2006. június 11-én adták át a forgalomnak, az M0-s autóút és Érdi-tető közötti szakaszt pedig 2008. szeptember 23-án. A Dunaújváros és Bóly közötti szakasz átadása 2010. március 31-én volt. Építése során Gyapa mellett 2008-ban kelta sírt tártak fel, amelyben két, a kelta temetkezésre általában nem jellemző embernagyságú pajzsot találtak.
Bóly térségében az M60-as autópálya elágazik Pécs irányába. Az elválási csomópont az M6-os határ felé vezető szakaszának átadásáig ütemezett kiépítéssel valósul meg, ezért a 191,605 kilométerszelvénytől főpálya-burkolat nem épül, a forgalom a jobb- és bal oldali gyűjtő-elosztó pályákon bonyolódik.
Az autópályát a teljes hosszon 2018-ig fejezték volna be, de 2014 őszén a kormány úgy döntött, hogy a Bóly és Ivándárda közti szakasz csak irányonként egy sávos autóút lesz.
Az E-útdíj 2013-as tapasztalatai alapján az M6 autópályán kisebb díjbevétel keletkezett, mint a 86-os főútról, amelyre a kezdeti ausztriai átterelődés miatt visszatért a teherforgalom.
2015-ben bizonytalanná vált, mikor készül el Horvátországban az Eszéket a magyar-horvát határral a magyar oldalon lévő Ivándárda és a horvátországi Pélmonostor térségében összekötő horvát A5-ös autópálya, amely az M6-oshoz kapcsolódna majd, amely szintén csonka.
Az M6-os és annak horvátországi folytatása Eszéktől tovább dél felé haladna, a boszniai Zenicán és Szarajevón keresztül egészen az adriai-tengerparton fekvő Pločéig épülne meg. Az európai úgynevezett 5C (V/c) korridornak lesznek az elemei, amely észak felé Szlovákián és Lengyelországon keresztül egész a Balti-tengerig, Gdańskig vezet majd.
A tranzitforgalom mellett az Adriai-tenger déli szakaszaira járó magyar turisták számára lerövidíti a Budapest-Dubrovnik távolságot a mostani mintegy 950 kilométerről, nagyjából 780-790 kilométerre.
A legkevésbé kihasznált autópályának számít. A 2017-es forgalomszámlálási adatok szerint a budapesti és a Pest megyei szakaszokon sem érte el az átlagos napi forgalom a kapacitás 50%-át, a Tolna és Baranya megyei szakaszokon pedig még a 20%-át sem. A 6-os számú főút forgalma viszont sok helyen jelentősen csillapodott. Például a Tolna megyei szakaszon tíz évvel korábban átlagosan napi közel 11 000 járműegység áthaladását mérték, ez 2017-re ez 7700-ra csökkent.

### A Bóly–Ivándárda-szakasz kivitelezése
2019. augusztus 13-án bejelentették, hogy az UNITEF 83 és a FŐMTERV elkészítette a műszaki és engedélyezési terveket a határig tartó szakaszra, továbbá elindult a területszerzés is a Bóly–Ivándárda közötti nyomvonalon.
2020. február 10-én kiírták a közbeszerzési eljárást a határig tartó szakasz megépítésére. 2020 októberében kiderült, hogy a Strabag lesz a határig tartó szakasz kivitelezője kilométerenként 4,7 milliárd forintért. A közbeszerzés eredményeként 2020. december 12-én a NIF Zrt szerződést kötött a Strabag Építő Kft.-vel, valamint a Duna Aszfalt Út és Mélyépítő Kft.-vel több, mint 90 milliárd forintért, amit december 24-én jelentettek be. A beruházás az egyik legdrágább kivitelezést jelenti kilométerre osztva azzal, hogy a maga 4,7 milliárd forintos kilométerára még az elmúlt évek projektjei között is kimagasló. 2016-ban egy éven belüli kivitelezést ígértek, 48,7 milliárd forintból. 2019-ben a Magyar Nemzet még arról írt, hogy 72 milliárdból fog megépülni a szakasz és 2020-ban kezdődik a kivitelezés. A költségek a tekintetben tűnnek túlárazottnak, hogy a Magyar Közút Nonprofit Zrt által évente megjelentetett, így a legutolsó 2019. júniusában megjelent forgalomszámlálási adatok alapján az M6-os autópályával párhuzamos horvát határra vezető 56-os főút forgalmi adatai szerint a határ előtti szakaszon az átlagos napi forgalom 1370 jármű/nap, ami 1883 egységjármű/nap forgalmat jelent, ebből a nehéz teherforgalom csupán 6 jármű volt naponta.
A horvát autópálya várhatóan 2025 szeptemberében éri el a magyar határt.
A befejező szakasz munkaterület-átadása megtörtént és a régészeti feltárások 2021. február 10-től kezdődtek meg. A kivitelezés a nagy tömegű földmunkákkal, töltésépítéssel, illetve azokhoz szükséges anyagbeszállítással indul 2021. március végén. A projekt befejezésének határideje 2024. május volt.

## Az M6 alagútjai
Szekszárdtól Pécsig az M6-os összesen négy alagútpárral (Bátaszék alagút, Geresd alagút, Baranya alagút, Véménd alagút) és kilenc nagyobb híddal épült meg. A PPP-konstrukciós beruházásra a jelentkezők a tender tárgyalásos szakaszában 266 és 300 milliárd forint közötti ajánlatokat tettek. A hidak közül nyolc viadukt, a kilencedik a Sió fölött épült.

## Koncessziók
Az autópálya M0- Érdi-tető szakaszát a Magyar Közút Nonprofit Zrt, az Érdi-tető – Dunaújváros szakaszát az M6 Duna Autópálya Koncessziós Zrt., a Dunaújváros – Szekszárd szakaszát az M6 Tolna Autópálya Koncessziós Zrt., míg a Szekszárd-Bóly szakaszát a Mecsek Autópálya Koncessziós Zrt. üzemelteti. Az M6 Duna Autópálya Koncessziós társaságot 2004-ben a PPP projektek területén vezető német Bilfinger Berger Project Investments GmbH, az osztrák piacon több mint 125 éve jelen lévő Porr Infrastruktur GmbH, és a főként Közép-Európában tevékenykedő Swietelsky International Baugesellschaft G.m.b.H alapították. A Mecsek Autópálya Koncessziós Zrt.-t a Strabag AG, Colas S.A., Bouygues Travaux Publics S.A., John Laing Infrastructure Limited, és az Intertoll-Europe Zrt. társaságok alkotják.
A Project Finance International Magazine által alapított PFI Annual Awards PPP "Az év üzlete díját" 2008 januárjában az Európa-Közel-Kelet-Afrika régióban az M6-os autópálya Szekszárd-Bóly és az M60-as sztráda Bóly-Pécs közötti szakaszának szerződése kapta.
2010-ben a szerződések átvilágítását kezdeményezték, mert az állam számára előnyteleneknek tartották őket.

## Fenntartása
Az autópálya felügyeletét és karbantartását a következő autópálya-mérnökségek végzik:
- Iváncsai központ, az 50-es kilométerszelvényben
- Tengelici központ, a 123-as kilométerszelvényben
- Bátaszéki központ, önálló alagút- és hídmérnökséggel, a 164-es kilométerszelvényben

## Díjfizetés
2015. január 1-jétől az M6-os autópálya használata teljes hosszában díjköteles. Ma országos matricával vagy az alábbi vármegyei matricákkal vehető igénybe:
| Matrica típusa    | Használható szakasz                                            |
| ----------------- | -------------------------------------------------------------- |
| Pest vármegyei    | az M0-s autóút és Ráckeresztúr között (15 km – 34 km)          |
| Fejér vármegyei   | Százhalombatta-észak és Dunaföldvár-dél között (25 km – 98 km) |
| Tolna vármegyei   | az M8-as autópálya és Pécsvárad között (75 km – 173 km)        |
| Baranya vármegyei | Bátaszék és az M60-as autópálya között (163 km – 192 km)       |

## Képek

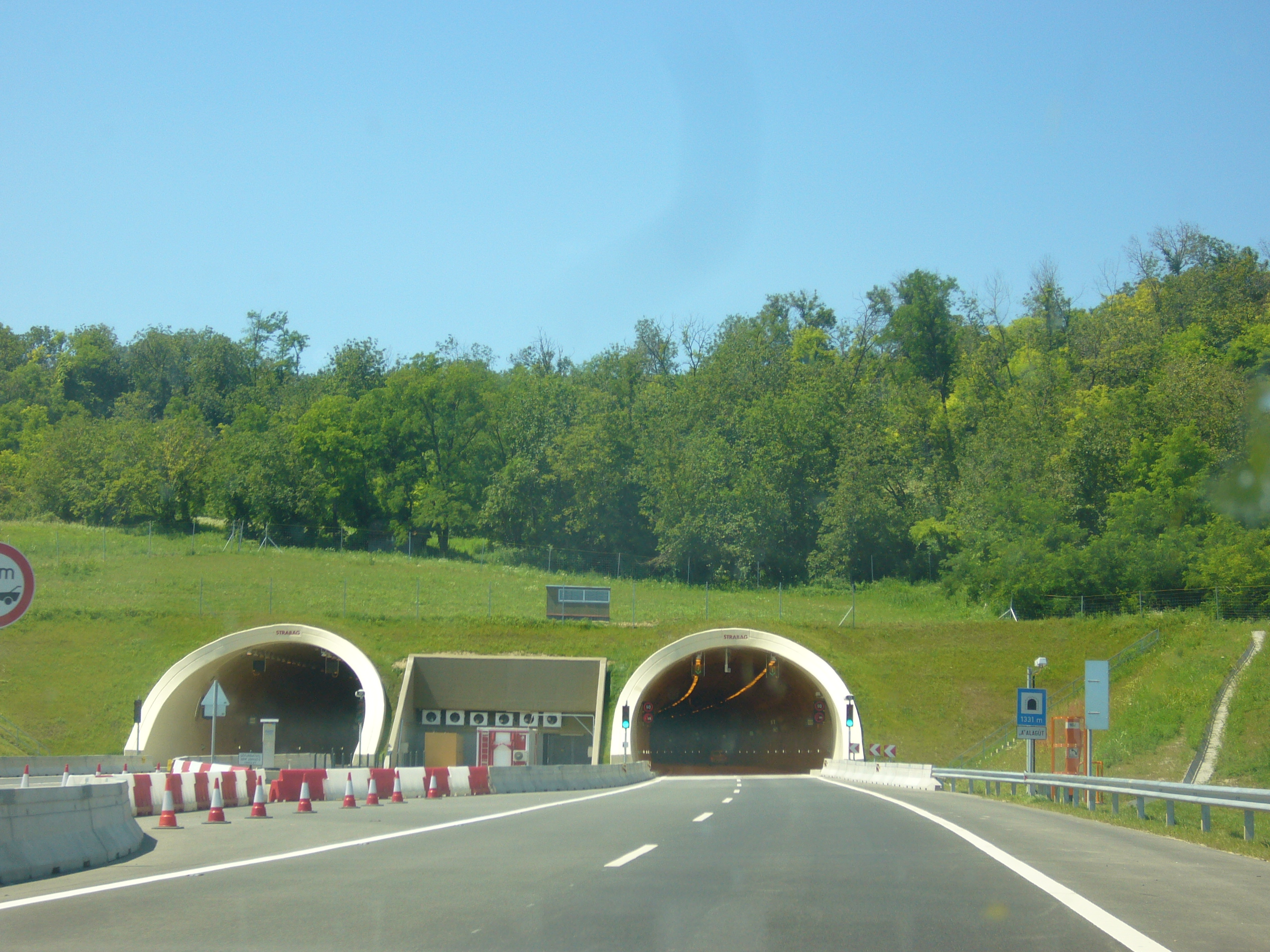
Egy alagút az új szakaszról
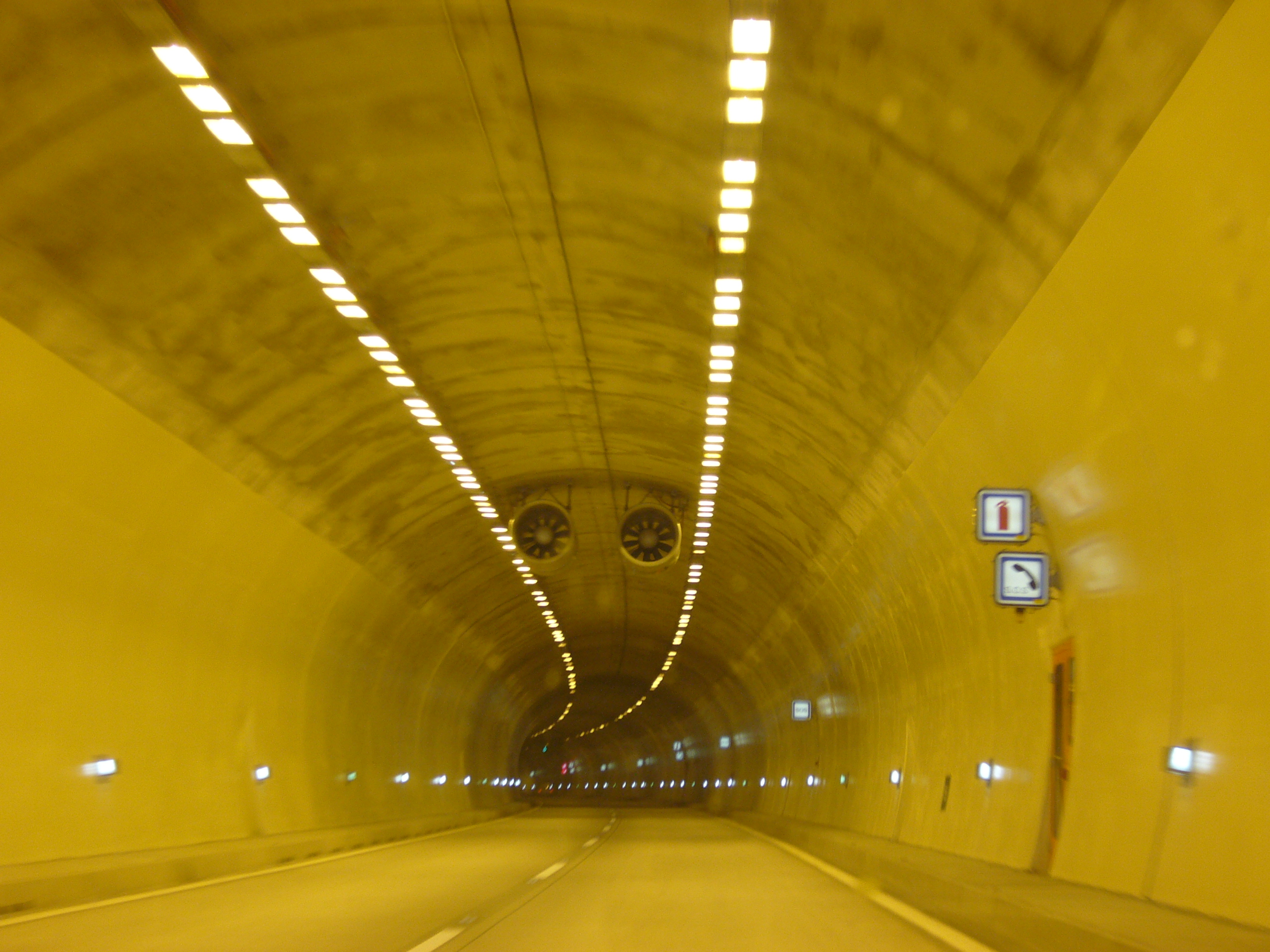
Az "A" alagút belülről
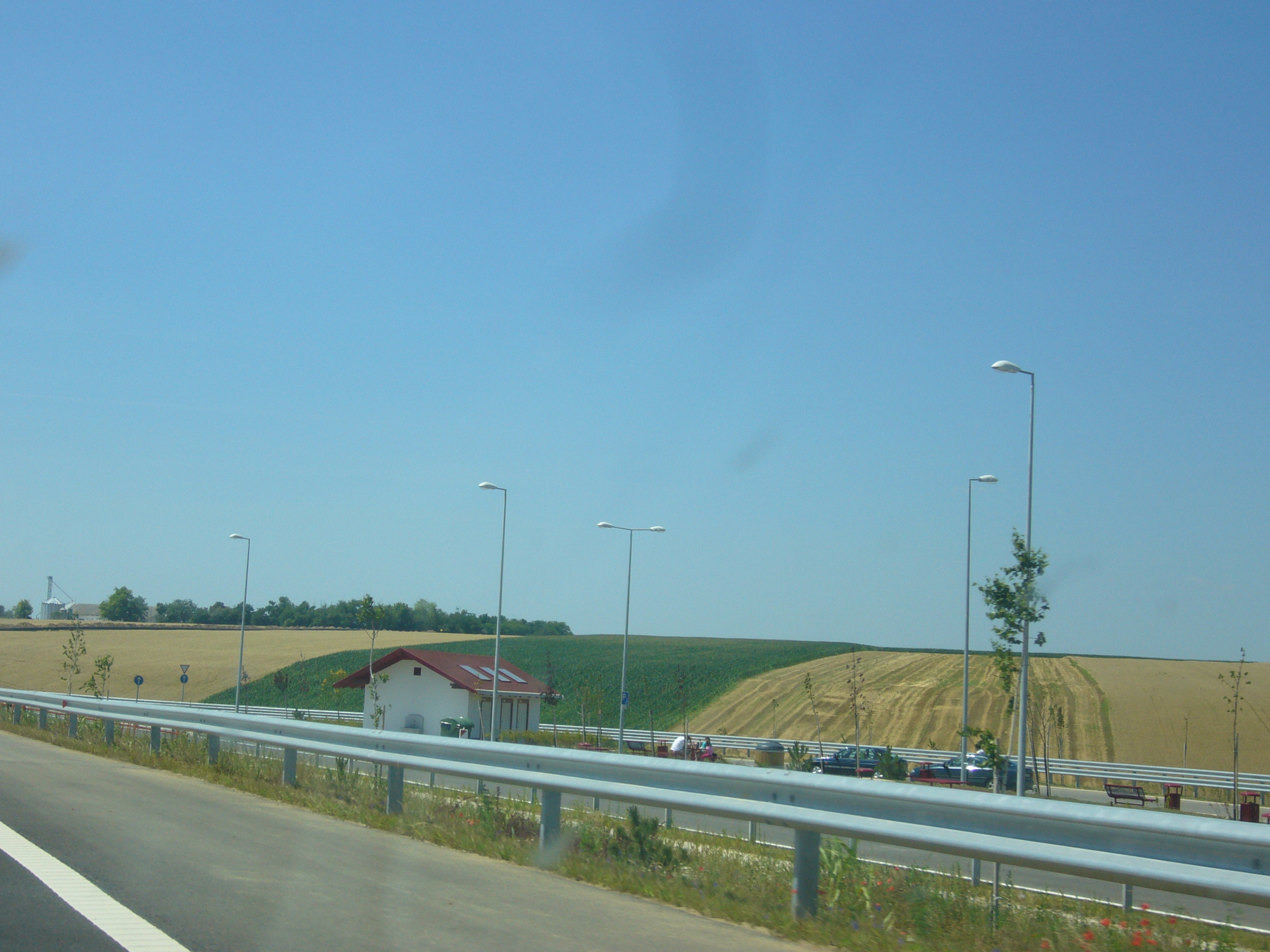
A szebényi pihenőhely

## Külső hivatkozások
- Forgalomba helyezték az M6-os Bóly és Lippó közötti szakaszát
- Nemzeti Infrastruktúra Fejlesztő Zrt.
- M6-M60 autópálya információs oldala
- Híd Egyesület
- Pentele-híd
- M6 autópálya építése, videó
- M6 Duna Zrt honlapja Archiválva 2015. május 12-i dátummal a Wayback Machine-ben
- M6-M60 műszaki dokumentumok
- Környezeti és társadalmi hatásvizsgálat